# Baluchmatta
Baluchmattor är mattor ursprungligen knutna av Baluchnomaderna. Mönstren är så livliga att baluchmattorna genomgående gör ett mycket charmigt intryck. Mattorna har varpen i ull eller en blandning av ull och gethår, vissa nyare har varp av bomull. Den tillhör gruppen av så kallade röda mattor vars dominerade färg är röd, de är dock lösare knutna än afghanmattorna.